# La battaglia della gomma
La battaglia della gomma (Bubble Bee) è un film del 1949 diretto da Charles A. Nichols. È un cortometraggio animato della serie Pluto, prodotto dalla Walt Disney Productions e uscito negli Stati Uniti il 24 giugno 1949, distribuito dalla RKO Radio Pictures. A partire dagli anni novanta è più noto come La gomma coi botti.

## Trama
Pluto sta giocando in un parco con la sua palla, quando si imbatte in un distributore di gomme da masticare. Dopo non essere riuscito a prenderne neanche una, nota che Spike riesce invece nell'intento e ne porta una al suo alveare, che ne è pieno. Pluto ne approfitta per rubare tutte le gomme, distruggendo l'alveare, dopodiché le mastica e crea un pallone, con cui inizia a giocare. Quando Spike trova l'alveare distrutto, scopre tutto e si arrabbia con Pluto, che lo intrappola in un pallone di gomma da masticare. L'ape poco dopo lega Pluto con il chewing gum e si prepara a pungerlo, ma finisce per entrare in bocca al cane, che se ne libera facendo un pallone di gomma con dentro Spike. Continuando a soffiare, Pluto crea una bolla gigante e, quando Spike la fa esplodere, il cane atterra sull'ape, che lo punge. Mentre Pluto scappa via addolorato, Spike mastica una cicca.

## Distribuzione

### Edizioni home video

#### VHS
- Le avventure di Pluto (gennaio 1985)[1]
- Le avventure di Pluto (febbraio 1990)[2]